# Primula rotundifolia
Primula rotundifolia är en viveväxtart som beskrevs av Nathaniel Wallich. Primula rotundifolia ingår i släktet vivor, och familjen viveväxter. Inga underarter finns listade i Catalogue of Life.